# 大眼阿爾鰻
大眼阿爾鰻為輻鰭魚綱鰻鱺目糯鰻亞目蛇鰻科的其中一種，分布於西大西洋區，包括加拿大、墨西哥灣、加勒比海至巴西海域，體長可達38公分，棲息在海草床、紅樹林或離岸珊瑚礁，生活習性不明。